# 笠堀ダム

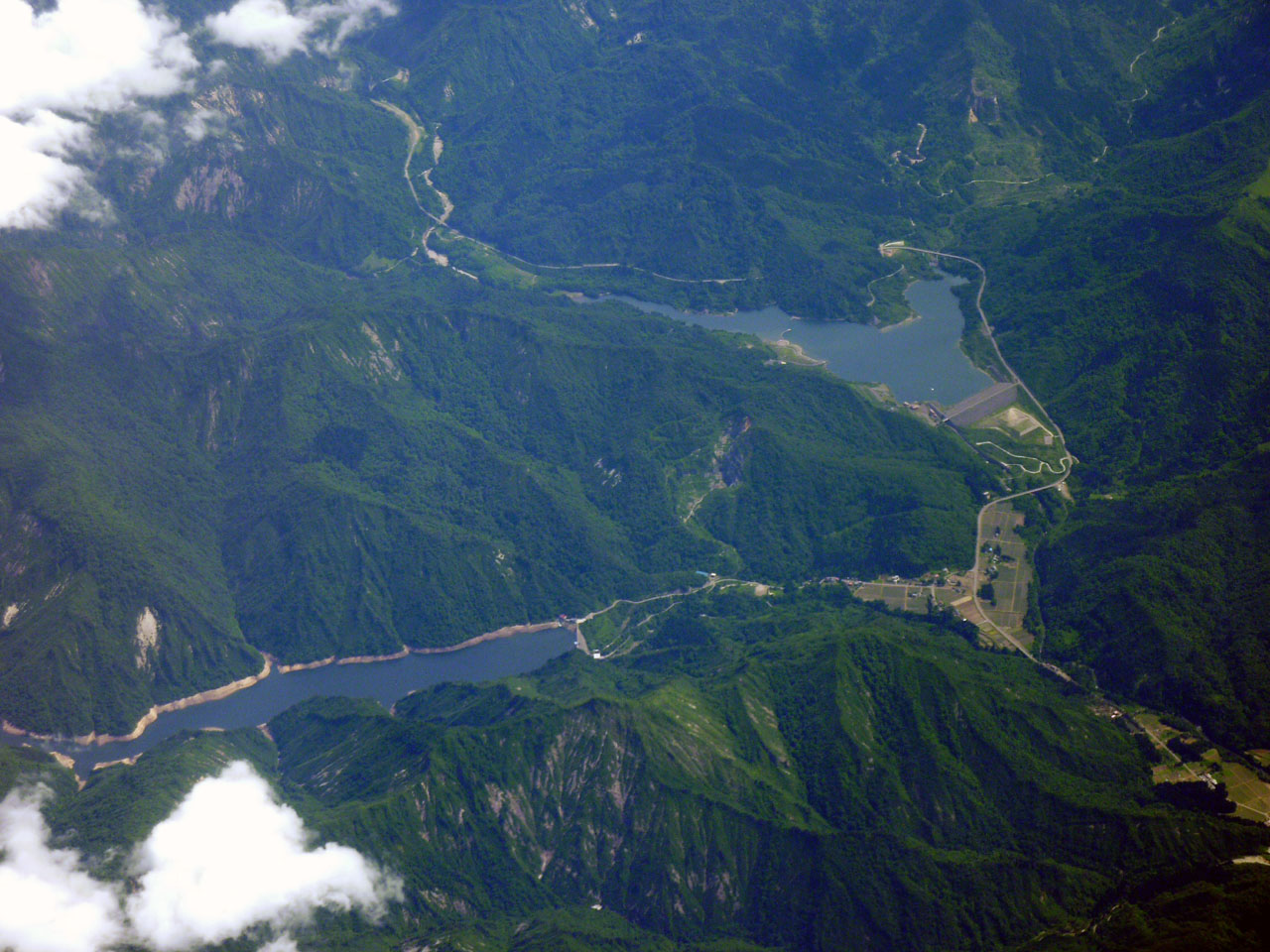
手前が笠堀ダムと笠堀湖、奥が大谷ダムとひめさゆり湖。

笠堀ダム（かさぼりダム）は、新潟県三条市、一級河川・信濃川水系笠堀川に建設されたダムである。
新潟県が管理する県営ダムで、高さ74.5メートルの重力式コンクリートダムである。笠堀川および合流先である五十嵐川の治水と、三条市への利水及び水力発電を目的とした補助多目的ダムである。ダムによって形成された人造湖は笠堀湖（かさぼりこ）と命名されている。

## 地理
ダムのある笠堀川は、三条市内で信濃川に合流する信濃川水系の主要な河川・五十嵐川の支流である。粟ヶ岳東麓を水源とし、途中で大川や砥沢川を合わせてダムを通過し、三条市笠堀で五十嵐川に合流する。ダムは五十嵐川との合流点より数キロメートル上流に建設された。流域は全て険しい山岳地帯であり、周辺は特別天然記念物であるニホンカモシカの保護地域にもなっている。五十嵐川本流に建設された大谷ダムとは至近距離に位置する。
ダムの名称は河川名かつ大字名である「笠堀」から命名された。なお完成当時の所在自治体は南蒲原郡下田村であったが、平成の大合併によって現在は三条市となっている。
2004年7月13日に発生した平成16年7月新潟・福島豪雨では、県が設置した雨量計で時間最大雨量73ミリ、24時間最大雨量473ミリを記録したほか、運用以来最多の全放水量619.81m3/sを記録した。大谷ダムとともに限界洪水調節容量まで貯水、仮にダムが無かった場合、三条市等の家屋浸水被害は更に2,000戸増加するという新潟県の試算が発表され、洪水調節機能の効果を発揮した。
また2011年7月26日から29日にかけて平成23年7月新潟・福島豪雨が発生し、2004年よりも大量の降水を観測。五十嵐川の流域は再度甚大な被害に見舞われた。これを受け「平成23年五十嵐川災害復旧助成事業」が立案され、翌年4月3日に採択。同ダムは貯水量の向上を目的にダム堤体の嵩上げが決まり、2017年度中の竣工を目指して工事が行われている。なお、工事期間中は一般の人は同ダム施設内に一切立ち入ることができなくなっている。